# Emanuel Pastreich
Emanuel Pastreich (Nashville, Tennessee, 16 oktober 1964) is een Amerikaans academicus, die voornamelijk actief is in Zuid-Korea.
Pastreich is verbonden als professor aan de faculteit van Kyung Hee Universiteit en is tevens directeur van The Asia Institute. Emanuel Pastreich schrijft boeken over de Oost-Aziatisch klassieke literatuur alsmede essays over hedendaagse onderwerpen zoals Internationale Relaties en Technologie.

## Biografie
Emanuel Pastreich behaalde zijn diploma in 1983 aan de Lowell High School in San Francisco. Vervolgens studeerde hij af in 1987 met een BA in Chinese Taal & Letterkunde te Yale-universiteit. Tijdens deze studie heeft hij ook gestudeerd aan de Nationale Universiteit van Taiwan. In 1991 volbracht Emanuel een studie MA in vergelijkende literatuur aan de Universiteit van Tokyo waar hij zijn dissertatie geheel in Japans schreef, genaamd; Edo koki bunjin Tanomura Chikuden: Muyo no shiga (The late Edo Literatus Tanomura Chikuden: The Uselessness of Painting and Poetry). Hierna keerde hij terug naar USA and ontving in 1998 zijn PhD aan de faculteit van Oost-Aziatische Studies van de Harvard-universiteit. Hierna vervolgde hij zijn carrière als assistent-professor aan de Universiteit van Illinois (Urbana-Champaign), George Washington Universiteit, en aan Solbridge International School of Business (Z-Korea). Op dit moment doseert Emanuel als professor aan de faculteit College of International Studies, Kyung Hee Universiteit.

## Diensten aan de Koreaanse overheid
Emanuel Pastreich heeft als International Relations Advisor gediend aan de gouverneur van Chungnam Provincie (Z-Korea). Daarnaast is hij ook als externe adviseur verbonden geweest met Daedeok Innopolis Research Cluster. In 2010 en 2012 ontving hij een aanstelling om toe te treden in een comité City Administration & Foreign Investment voor de stad Daejeon.

## Werkzaamheden
Emanuel Pastreich is directeur van The Asia Institute, een denktank dat onderzoek doet naar verbindingen in internationale relaties, de algemene leefomgeving en de technologie in Oost-Azië. Daarvoor werkte hij als adviseur International Relations & Foreign Investment voor de gouverneur van de Chungnam Provincie (2007-2008). Hiervoor heeft Emanuel de functie bekleed als directeur van KORUS House (2005-2007), een denktank voor internationale relaties die gehuisvest was in de Koreaanse Ambassade in Washington D.C. Daarnaast bekleedde hij de functie als hoofdredacteur van Dynamic Korea, een uitgave van de Koreaanse Buitenlandse Ministerie dat Koreaanse Taal & Cultuur verspreid en stimuleert.
Emanuel Pastreich schreef boeken zoals: The Novels of Park Jiwon: Translations of Overlooked Worlds, een collectie van verhalen van een Koreaans pre-modern auteur, The Visible Vernacular: Chinese and the Emergence of a Literary Discourse on Populair Narrative in Edo Japan, Life is a Matter of Direction, not Speed: A Robinson Crusoe in Korea, een beschrijving van zijn ervaringen over zijn leven in Zuid-Korea en Scholars of the World Speak out About Korea's Future, een interviewserie over het hedendaagse Korea met geleerden zoals Francis Fukuyama, Larry Wilkerson and Noam Chomsky.